# Andrews Peak
Der Andrews Peak ist ein 2400 m hoher Berggipfel im Norden des ostantarktischen Viktorialands. In den Destination-Nunatakkern ragt er 5 km westlich des Pyramid Peak auf.
Das New Zealand Antarctic Place-Names Committee benannte ihn nach dem neuseeländischen Geologen Peter Bruce Andrews (* 1935), Teilnehmer der von 1971 bis 1972 durchgeführten Kampagne zur Erkundung des Evans-Firnfelds im Rahmen der Victoria University’s Antarctic Expeditions.